# 大银行 (乌鲁木齐)
大银行（維吾爾語：چوڭ بانكا‎，拉丁维文：Chong Banka）位于中华人民共和国新疆维吾尔自治区乌鲁木齐市天山区，是新疆省银行、新疆省商业银行旧址所在地，始建于1943年，现在是中国工商银行乌鲁木齐明德路支行办公地。1949年12月，彭德怀、王震、包尔汉等人在此检阅解放军入疆部队。2003年被评为乌鲁木齐“新十景”之一。2014年被列为新疆维吾尔自治区文物保护单位。

## 地理位置与建筑特征

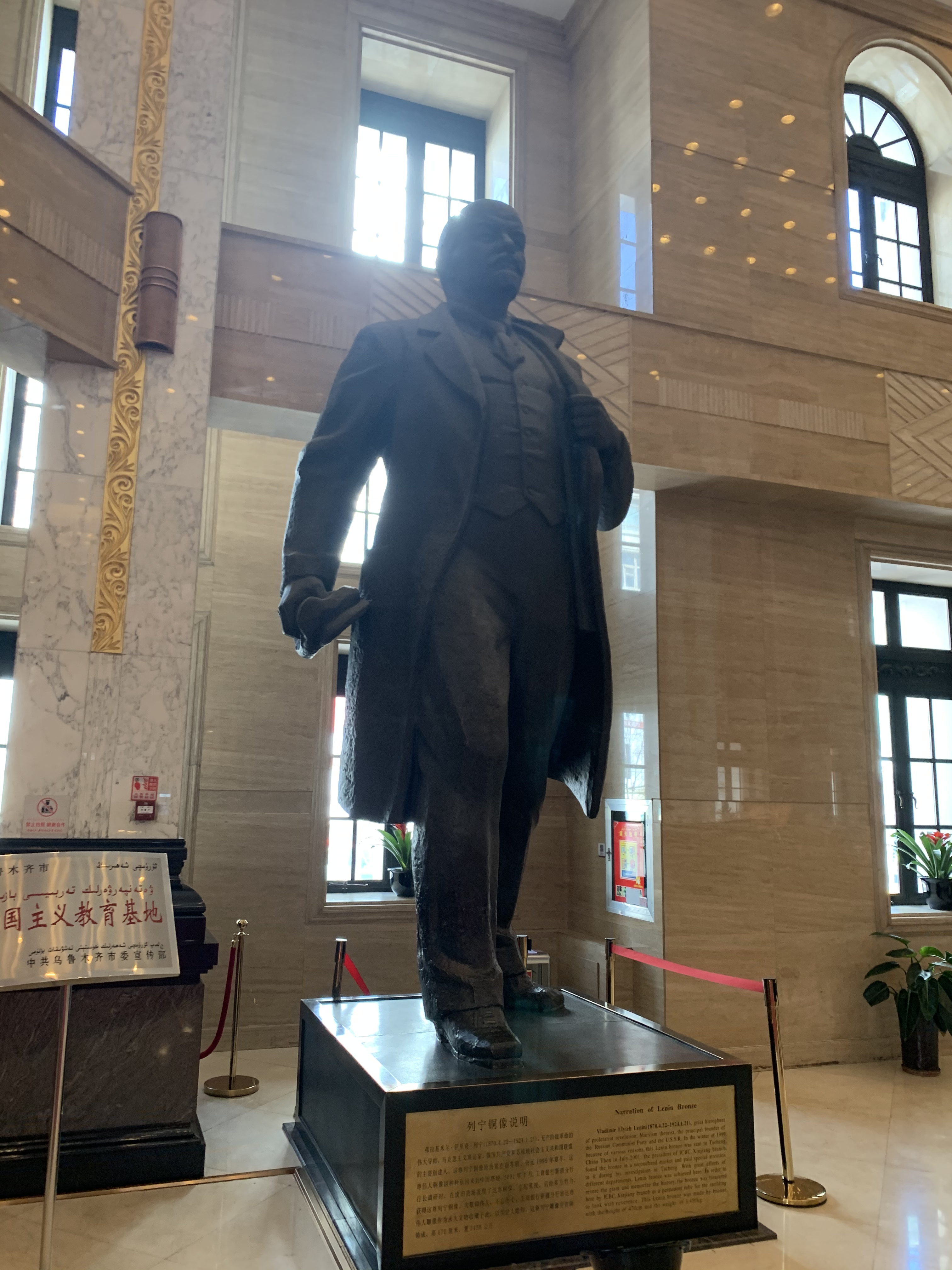
大银行内列宁雕像

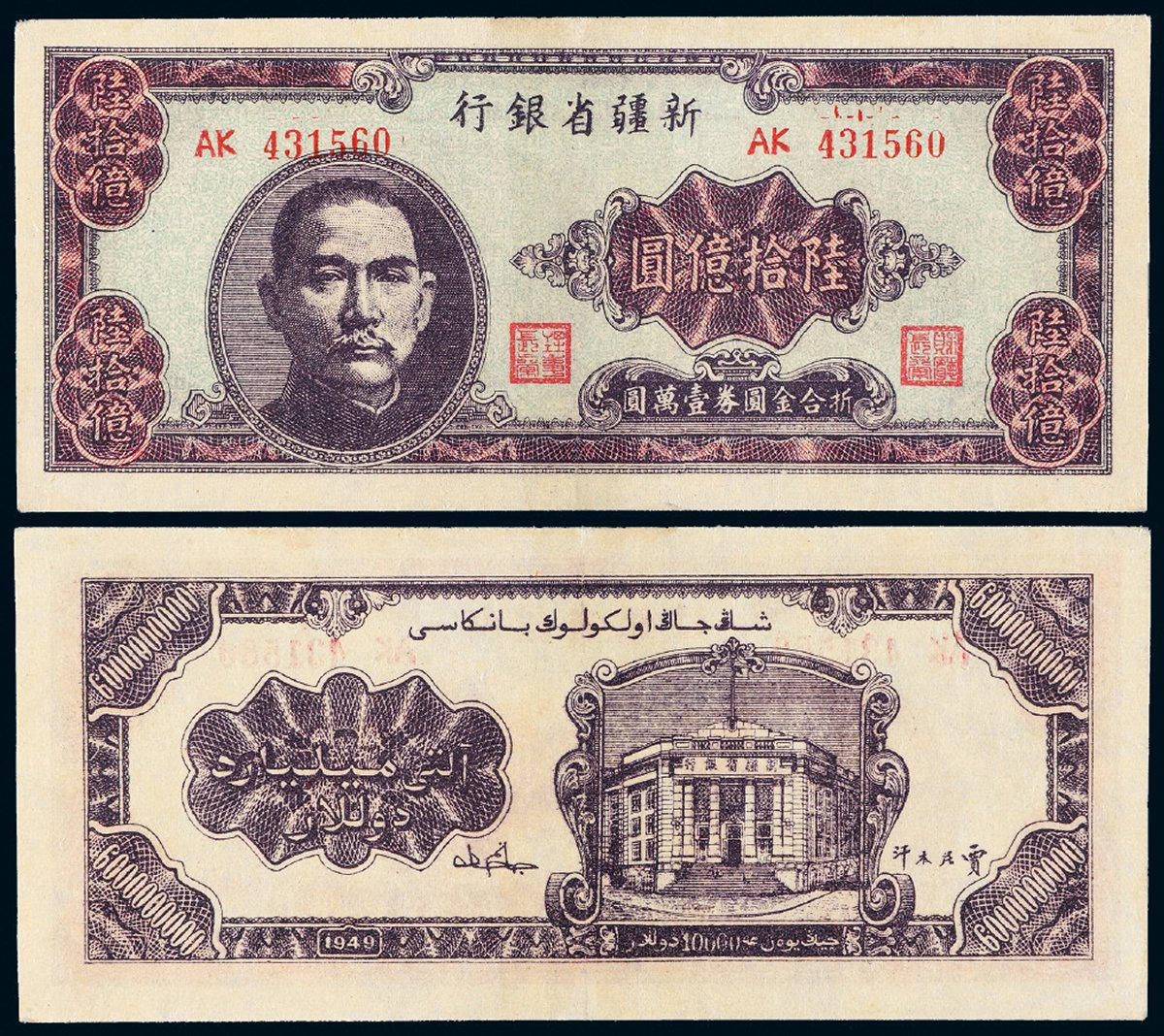
60亿圆新省币背面图案为大银行

大银行位于中华人民共和国新疆维吾尔自治区乌鲁木齐市天山区明德路西端。大银行与不远的新疆人民剧场遥遥相对。大银行整体为象牙色的建筑，总面积近6000平方米，平面呈东向“凹”字形，大门朝西南，门前有花岗岩石阶。大银行建筑主体原由塔斯康柱衬托，其中门廊的六根柱子周长3.5米，高8米，主楼有40根造型不一的柱子，而经过2003年左右维修后，现在大门前的柱子是以每根24道凹槽的科林斯柱式为主，柱顶与柱基也与原柱不同。维修后，大银行门口摆放有石狮子。配楼为回廊式建筑，回廊设有上下两层的券洞式和长方式壁柱，整栋建筑没有图案纹饰。外墙厚0.5米，临街外墙原为灰色墙面，现在的墙面为大理石。大银行共三层，其中地上两层，地下一层。从营业大厅到天棚高7米。建筑原为砖木结构的回廊式建筑，2003年维修后其内部改为钢筋混凝土结构。
大银行一层为中国工商银行乌鲁木齐明德路支行的办公地点，二层有大银行历史展馆，不过并未对外开放。历史展馆中陈列有超过500件新疆各历史阶段的货币和文物，其中有120件文物资料，2021年2月，大银行作为中国工商银行开展的“红色金融足迹”第四站，举行了“牡丹云展馆”网上展馆。大银行一楼门口有一座高4.7米的列宁铜像，铜像重近3.5吨。是2001年7月，当时的中国工商银行新疆分行行长在塔城旧货市场发现的来自苏联的列宁铜像。这也是大银行的收藏之一。

### 大银行的历史
大银行於1943年开始修建。大银行的设计师是毕业于上海交通大学的辽宁省辽阳人田兆普，施工负责人为孟浩然，基建负责人是商业银行总务办公室主任张德福。而参与施工的技术工人，如木工、瓦工、石工等大多是聘请由苏联归国的山东华桥。水泥、钢材之类的的建筑材料均由苏联进口。大银行施工共分为三期，每期一年，第一期为挖土打地基，第二期为建设主体建筑，第三期为内部装修，大银行修建期间时常有慕名前来参观的各族群众。大银行于1946年建成，其地上两层为办公场所，地下为金库。建成之后新疆省商业银行随即迁入大银行。
1949年9月，新疆和平解放。同年12月17日，为庆祝新疆省人民政府成立以及新疆军区成立，在迪化城举办了阅兵。中国人民解放军第一野战军司令员彭德怀、第一兵团司令员王震、西北军政委员会副主席张治中、新疆省人民政府主席包尔汉、副主席赛福鼎·艾则孜等在大银行门前的石阶上对进疆的第一兵团部队、三区民族军以及国军投誠部队进行检阅。
到了1950年9月，中国人民银行的金融机制步入正轨，新疆省银行撤销。10月1日起，中国人民银行新疆省分行开始在大银行办公，1955年新疆维吾尔自治区成立，中国人民银行新疆省分行更名为中国人民银行新疆维吾尔自治区分行，其办公地址依然在大银行。后来前后有中国农业银行乌鲁木齐支行、中国银行乌鲁木齐分行、国家外汇管理局乌鲁木齐分局、中国人民保险公司乌鲁木齐支公司、中国人民银行乌鲁木齐信托投资公司等金融公司将大银行作为其办公地点。到了1985年1月1日起，中国人民银行新疆分行开始专门行使中央银行的职能，其工商信贷及储蓄业务交由工商银行办理。这一年，中国工商银行乌鲁木齐支行成立，办公地点在大银行。如今，大银行是中国工商银行乌鲁木齐明德路支行的办公地点。二十世纪90年代，乌鲁木齐危房鉴定所对大银行建筑进行鉴定，认为其木质的楼板、梁柱、地板和楼梯已经严重腐朽，电路已经老化。其一楼大厅采光较差，营业厅场地狭小。大银行改造工程于2002年5月启动。到第二年夏天，大银行改造工程完工。新的大银行基本保留了原建筑的风格，原建筑的台阶、门廊、外墙及一楼的金库大门得以保留。不过建筑内部由木架结构及楼板被全部拆除，对框架及楼板进行钢筋混泥土重新浇筑。其外墙由过去的抹灰墙面改为镶嵌大理石的墙面。除此之外，一楼的营业厅面积扩大到1500平方米，在大银行二楼开辟了大银行历史展馆。这一年，乌鲁木齐市人民政府也将大银行列入乌鲁木齐市重点文物保护单位，并且成为乌鲁木齐市“新十景”之一。2014年，大银行以新疆省银行故址的名称被列为自治区第七批新疆维吾尔自治区文物保护单位。